# Gran Premio Bruno Beghelli 2017
Der 22. Gran Premio Bruno Beghelli 2017 war ein italienisches Straßenradrennen in der Region Emilia-Romagna mit Start und Ziel in Monteveglio nach 196,3 km. Es fand am Sonntag, den 1. Oktober 2017, statt. Zudem war es Teil der UCI Europe Tour 2017 und dort in der Kategorie 1.HC eingestuft.

## Teilnehmende Mannschaften
| WorldTeams (10)- FDJ - Sky - Bahrain-Merida - UAE Team Emirates - Dimension Data - Trek-Segafredo - Cannondale-Drapac - AG2R La Mondiale - Astana - Orica-Scott Professional Continental Teams (10)- Bardiani CSF - Israel Cycling Academy - Cofidis, Solutions Crédits - Wanty-Groupe Gobert - Gazprom-RusVelo - Wilier Triestina-Selle Italia - Androni Giocattoli - Nippo-Vini Fantini - CCC Sprandi Polkowice - Caja Rural-Seguros RGA Continental Teams (4)- Sangemini-MG.Kvis - Amore & Vita-Selle SMP-Fondriest - GM Europa Ovini - Unieuro Trevigiani-Hemus 1896 |
| |

## Strecke
Der Start erfolgte in Monteveglio. Anschließend gab es 60 Kilometer lange und flache Schleife um Monteveglio hinaus. Die letzten gut 135 Kilometer wurden auf einem Rundkurs um Monteveglio bestritten. Eine Runde war 13,5 Kilometer lang und beinhaltete einen 1,6 Kilometer langen Anstieg nach Zappolino, der durchschnittlich sieben Prozent steil ist. Der Rundkurs musste zehn Mal umrundet werden.

## Rennverlauf
Aufgrund des hohen Tempos im Feld konnte sich erst gut 32 Kilometer vor dem Ziel eine kleine Spitzengruppe absetzen. Nach einem Anschluss zweier kleineren Gruppen waren 13 Mann an der Spitze. Mit dabei waren u. a. Roger Kluge (Deutschland), Christopher Juul (Dänemark/beide Orica), Sébastien Reichenbach (Schweiz/FDJ), Clément Chevrier (Frankreich/AG2R), Anthony Perez (Frankreich/Cofidis), Sergei Tschernezki (Russland/Astana), Andrea Vendrame (Italien/Androni) und Danny van Poppel (Niederlande/Sky). Eingangs der vorletzten Runde hatten die Ausreißer etwa eine halbe Minute Vorsprung zum Feld. Auf dem Weg nach Zappolino attackierten Juul-Jensen, Vendrame, Tschernezki und Reichenbach aus der Fluchtgruppe heraus. In der darauffolgenden Runde wurden die vier Ausreißer sowie zuvor der Rest der Spitzengruppe eingeholt.
Etwa acht Kilometer vor dem Ziel griff Alberto Bettiol (Italien/Cannondale Drapac) mit weiteren Fahrern aus dem Feld an. Mit dabei war auch Luis León Sánchez (Spanien/Astana), der wenig später angriff und wegfuhr aus der Gruppe. Sanchez wurde nicht mehr eingeholt und gewann somit das Rennen. Sechs Sekunden später folgte eine größere Gruppe. Diese machte im Sprint die weiteren Plätze aus. Zweiter wurde Sonny Colbrelli (Italien/Bahrain-Merida) und Dritter wurde Elia Viviani (Italien/Sky).

## Rennergebnis
| \| Gesamtwertung \| Gesamtwertung \| Gesamtwertung \| Gesamtwertung \| Gesamtwertung \| \| Fahrer \| Fahrer \| Land \| Team \| Zeit \| \| ------------- \| ------------------- \| ------------- \| -------------------------- \| --------------- \| \| 1. \| Luis León Sánchez \| Spanien \| Astana \| 4 h 27 min 30 s \| \| 2. \| Sonny Colbrelli \| Italien \| Bahrain-Merida \| + 6 s \| \| 3. \| Elia Viviani \| Italien \| Team Sky \| + 6 s \| \| 4. \| Michael Albasini \| Schweiz \| Orica-Scott \| + 6 s \| \| 5. \| Alberto Bettiol \| Italien \| Cannondale-Drapac \| + 6 s \| \| 6. \| Andrea Pasqualon \| Italien \| Wanty-Groupe Gobert \| + 6 s \| \| 7. \| Marco Canola \| Italien \| Nippo-Vini Fantini \| + 6 s \| \| 8. \| Julien Simon \| Frankreich \| Cofidis, Solutions Crédits \| + 6 s \| \| 9. \| Simone Consonni \| Italien \| UAE Team Emirates \| + 6 s \| \| 10. \| Magnus Cort Nielsen \| Dänemark \| Orica-Scott \| + 6 s \| |                     |            |                            |                 |
| |                     |            |                            |                 |
| Quelle: ProCyclingStats |                     |            |                            |                 |
| Gesamtwertung |                     |            |                            |                 |
| Fahrer | Fahrer              | Land       | Team                       | Zeit            |
| 1. | Luis León Sánchez   | Spanien    | Astana                     | 4 h 27 min 30 s |
| 2. | Sonny Colbrelli     | Italien    | Bahrain-Merida             | + 6 s           |
| 3. | Elia Viviani        | Italien    | Team Sky                   | + 6 s           |
| 4. | Michael Albasini    | Schweiz    | Orica-Scott                | + 6 s           |
| 5. | Alberto Bettiol     | Italien    | Cannondale-Drapac          | + 6 s           |
| 6. | Andrea Pasqualon    | Italien    | Wanty-Groupe Gobert        | + 6 s           |
| 7. | Marco Canola        | Italien    | Nippo-Vini Fantini         | + 6 s           |
| 8. | Julien Simon        | Frankreich | Cofidis, Solutions Crédits | + 6 s           |
| 9. | Simone Consonni     | Italien    | UAE Team Emirates          | + 6 s           |
| 10. | Magnus Cort Nielsen | Dänemark   | Orica-Scott                | + 6 s           |